# Thập niên 1200
Thập niên 1200 là thập niên diễn ra từ năm 1200 đến 1209.